# Germà Coll Mesquida
Germà Coll Mesquida (Felanitx, 1932-2018). Professor i historiador balear.
El 1960 es llicencià en filosofia i lletres, secció d'història, a la Universitat Central de Barcelona. Va ser professor de l'Institut Laboral de Ciutadella i, a partir de 1969, catedràtic. Després passà a l'Institut Verge de Sant Salvador de Felanitx, on es va jubilar l'any 1994.
Col·labora a la Revista de Menorca i el 1962 hi publicà "La proclamación de la constitución de 1812 en nuestra ciudad, vista por los contemporáneos". Va estudiar la premsa menorquina del segle XIX a "La premsa catòlica a Menorca al segle XIX" (1997). El 1977 fundà a Ciutadella l'Editorial Nura, amb Lluís i Andreu Casasnovas Marquès i Gabriel Julià Seguí.
És autor de Felanitx, entre la ironia i la recança (1995). El 2009 publicà "Notes breus per a la història de la premsa local a Felanitx". També va publicar Quatre-cents anys d'ensenyança a Felanitx (1569-1969)" (2011). Va codirigir la col·lecció literària Ahir i Avui, entre 1972 i 1974.